# برندل آنستی
برندل آنستی (انگلیسی: Brendel Anstey؛ نوامبر ۱۸۸۷ – ۹ دسامبر ۱۹۳۳ (aged 46)) بازیکن فوتبال اهل بریتانیا بود.
از باشگاه‌هایی که در آن بازی کرده‌است می‌توان به باشگاه فوتبال بریستول راورز، باشگاه فوتبال استون ویلا، و باشگاه فوتبال لستر سیتی اشاره کرد.